# Phyllocnistis vitegenella
Phyllocnistis vitegenella är en fjärilsart som beskrevs av James Brackenridge Clemens 1859. Phyllocnistis vitegenella ingår i släktet Phyllocnistis och familjen styltmalar.
Artens utbredningsområde är Italien. Inga underarter finns listade i Catalogue of Life.